# Ösundsudden
Ösundsudden (finska: Öisalmenniemi) är en udde i Finland.   Den ligger i den ekonomiska regionen  Kotka-Fredrikshamn  och landskapet Kymmenedalen, i den södra delen av landet, 100 km öster om huvudstaden Helsingfors. Ösundsudden ligger på ön Mogenpört.
Terrängen inåt land är mycket platt. Havet är nära Ösundsudden söderut.  Närmaste större samhälle är Kotka, 15,3 km öster om Ösundsudden. 